# Styloptocuma acuminata
Styloptocuma acuminata är en kräftdjursart som beskrevs av Jones 1984. Styloptocuma acuminata ingår i släktet Styloptocuma och familjen Nannastacidae. Inga underarter finns listade i Catalogue of Life.